# Alonso de Contreras (conquistador)
Alonso de Contreras (1521- 1591) fue un militar y político de origen español, partícipe de la conquista del Tucumán a mediados del siglo XVI, en el actual territorio de la República Argentina.

## Biografía
Acompañó sucesivamente a Juan Gregorio Bazán, Juan Pérez de Zurita y a Nicolás Carrizo a pacificar a los naturales.
En 1557, cuando se rebelaron en Santiago del Estero partidarios de Juan Núñez de Prado prendiendo a las autoridades, Contreras fue uno de los que más tarde detuvo a los sediciosos y se encargó de llevarlos presos a la Gobernación de Chile.
Asistió a la población de Córdoba de Calchaquí, Cañete, Talavera de Esteco y estuvo en Londres. En 1562, cuando Gregorio de Castañeda abandonó la gobernación, Contreras, con otros vecinos de Santiago del Estero, debió concurrir a socorrer primero a Londres, luego a Córdoba de Calchaquí y finalmente a Santiago del Estero de los ataques de los indígenas.
En 1565, acompañó a Diego de Villarroel en la fundación de San Miguel de Tucumán.
En 1567, fue regidor de Santiago del Estero y alcalde en el gobierno de Hernando de Lerma. Como Contreras desobedeció la orden de Lerma de detener a los sacerdotes Vázquez y Solís, fue desposeído de los indígenas de su repartimiento.
Posteriormente acompañó a Jerónimo Luis de Cabrera en la expedición a la tierra de los comechingones y en la fundación de Córdoba.
Falleció en 1591.